# Kadipaten (Wiradesa)
Kadipaten is een bestuurslaag in het regentschap Pekalongan van de provincie Midden-Java, Indonesië. Kadipaten telt 2968 inwoners (volkstelling 2010).